# Армија Републике Босне и Херцеговине
Армија Републике Босне и Херцеговине (скраћено АРБиХ) била је оружана снага тадашње крње владе Републике Босне и Херцеговине, састављене већином од Муслимана (Бошњака), за вријеме рата у Босни и Херцеговини. АРБиХ је основана 15. априла 1992. из састава неких јединица Територијалне одбране БиХ и паравојних добровољачких група, који се и данас у Федерацији Босне и Херцеговине прославља као Дан армије. АРБиХ је након Дејтонског споразума трансформисана заједно са Хрватским вијећем одбране у Војску Федерације Босне и Херцеговине.
Од средине 1992. године, у саставу Армије РБиХ борили су се и муџахедини, дјелимично организовани у посебне јединице. Многи од њих су били припадници терористичке групе Ел Мухаџирун, са око 200 Енглеза пакистанског поријекла, војнички обучене у Пакистану од стране пакистанске терористичке групе Харкат ел Анзар. Неки од припадника те групе (као нпр. Харун Рашид Асват или Шеик Ахмад Омар Сеид), између осталог, осумњичени су и за припрему бомбашких напада на лондонски метро 2005, као и везу са нападима на СТЦ у Њујорку 2001. године.

## Командна структура
- Алија Изетбеговић (командант АРБиХ)
- Сефер Халиловић (први заповједник АРБиХ, на фукнцији као начелник Главног штаба АРБиХ)
- Јован Дивјак (замјеник начелника)
- Стјепан Шибер (замјеник начелника)
- Расим Делић (командант АРБиХ, након оснивања те функције)
- Мустафа Хајрулаховић Талијан (први командант 1. корпуса АРБиХ)
- Жељко Кнез (први командант 2. корпуса АРБиХ)
- Рамиз Дрековић (први командант 4. корпуса АРБиХ)
- Атиф Дудаковић (први командант 5. корпуса АРБиХ)
- Мехмед Алагић (први командант 7. корпуса АРБиХ)

## Организација
Армија је била подијељена у корпусе, од којих је сваки био стациониран на одређеној територији. 1993, већина бригада је добила ознаку брдска јер је усљед недостатка тешког наоружања са организационе тачке гледишта било бесмислено звати их пјешадијским или моторизованим. Осим тога, босански терен је погодовао лакој пјешадији пре него оклопним или механизованим формацијама.
- 1. корпус — Сарајево
- 2. корпус — Тузла
- 3. корпус — Зеница
- 4. корпус — Мостар
- 5. корпус — Бихаћ
- 6. корпус — Коњиц, формиран 9. јуна 1993.
- 7. корпус — Травник, формиран 26 фебруара 1994.

## Судске пресуде за ратне злочине
У децембру 2014. године, потпредсједник Федерације Босне и Херцеговине Мирсад Кебо предао је Тужилаштву Босне и Херцеговине документацију која се односи на сумњу да су неки бошњачки званичници на високим положајима прећутали бруталне ликвидације одсјецањем глава српских војника које су починили муџахедини.
Припадник одреда Зулфикар Џелвад Салчин осуђен је од стране апелационог већа суда БиХ због ратног злочина над српским заробљеником.
Генерал Мехмед Алагић је према хашкој оптужници био терећен за убиство, насиље над животом особа, окрутно поступање, безобзирно разарање градова, насеља и села које није оправдано војном нужношћу, пљачку јавне или приватне имовине те уништавање или наношење штете институцијама посвећеним религији (кршење закона и обичаја ратовања), као и намјерно убијање, намјерно наношење велике патње или озбиљне повреде тијела или здравља, нечовјечно поступање, незаконито затварање цивила и екстензивно уништавање имовине која није оправдана војном нуждом. Процес у Хагу је стопиран пошто је Алагић преминуо 2003.
Управник војног затвора у Храсници код Сарајева Хусеин Мујановић је 2020. осуђен на 10 година због ратног злочина против цивилног становништва.
Током 2019. је почело суђење команданту 5. корпуса Атифу Дудаковићу и 16 његових сарадника.
Официр армије БиХ Енвер Бузу осуђен је на 8 година затвора због ратног злочина током масакра у Уздолу, када је убијено 27 људи.
Припадници територијалне одбране Стела Сенад Џанановић звани Главогуз и Един Гаџа звани Кимун заједно са надређенима Јусуфом Јуком Празином и Самиром Кахвеџићем, осуђени су због учешћа у удруженом злочиначком подухвату који је за циљ имао незаконито лишавање слободе цивила из српског народа са подручју града Сарајева. Цивили су подвргнути убиствима, силовањима, мучењу, нечовечном поступању, приморани на принудни рад и били су жртве различитих видова психофизичког злостављања.
Крајем априла 2022. командант Трећег корпуса Армије РБиХ Сакиб Махмуљин, под чијом командом је током рата у БиХ деловао и одред „Ел Муџахедин”, правоснажно је осуђен на осам година затвора за ратне злочине почињене над Србима на подручју Возуће и Завидовића 1995. године.